# متحف التقاليد الشعبية (تدمر)
متحف التقاليد الشعبية بمدينة تدمر في سوريا متحف متخصص بالجوانب الثقافية لسكان تدمر والبادية.تم افتتاح المتحف عام 1992 مـ.

## موقع المتحف
يقع المتحف ضمن المدينة الأثرية لمدينة تدمر في الجهة الشمالية لـمعبد بل ومن الجهة الشرقية لبوابة قوس النصر ويطل المبنى على واحة النخيل من الجهة الشرقية ويركن في جواره من الجهة الشمالية مقر الهلال الأحمر العربي السوري في تدمر.

## مبنى المتحف
هو بناء سوق قديم (خان) بني في الربع الأخير من القرن التاسع عشر من قبل العثمانيين. ثم رمم البناء ما بين 1983- 1992 وتم توظيفه كمتحف للتقاليد الشعبية بتدمر. تبلغ مساحة المبنى 1500 متر مربع، جدرانه مبنية من الحجر الغشيم.يتألف المبنى من:
- جناح المتحف الشمالي
- جناح النتحف الجنوبي
- فسحة سماوية في وسطها بحرة ماء مستطيلة الشكل.

## الأقسام
يقسم المتحف إلى قاعات متعددة:
- قاعة الغزل والنسيج.
- قاعة الحلي.
- قاعة الأزياء الشعبية.
- قاعة الفلاح.
- قاعة البيت التدمري.
- قاعة الجمل والهجن.
- قاعة الحرف التقليدية.
- قاعة الخيمة البدوية.

هذه القاعدة مؤقتة تعرض في فصل الصيف وفي باحة المتحف وتمثل الخيمة البدوية المصنوعة من شعر الماعز.

## أهم القطع المعروضة
- نماذج من الحلي التي كانت تستعمل في تدمر والبادية منها الفضية والذهبية والبرونزية.
- نماذج من السجاد اليدوي «بسط» تفرش بها البيوت التدمرية.
- نماذج من السجاد اليدوي المسمى «ساحات» مصنوعة من الصوف الملون و مزاود توضع على ظهر الجمل.
- بعض المواقد الخاصة للطبخ والتنور.
- الأزياء الشعبية للرجال والنساء.
- مجموعة من الأسلحة التي يستعملها البدو.
- مجموعة للأدوات الزراعية التقليدية كالمحراث والأمشاط والنورج والشواعيب والمناجل والغرابيل.
- مجموعة من السلال والمراوح والحصائر المزخرفة وأطباق الطعام والمصنوعة من سعف النخيل والقش.